# 愛×Happy×クレイジー
「愛×Happy×クレイジー」（あい・ハッピー・クレイジー）は、アカシックのメジャー1stシングル。2017年3月8日にunBORDEから発売された。

## 収録曲

### CD

#### 初回限定盤・通常盤
※は初回限定盤のみ収録
1. 愛×Happy×クレイジー
作詞:理姫、作曲:奥脇達也
  - フジテレビオンデマンド・フジテレビ深夜ドラマ 『ラブホの上野さん』主題歌
2. 幸せじゃないから死ねない (single ver.)
作詞:理姫、作曲:奥脇達也・理姫
  - 1stミニ・アルバム「コンサバティブ」収録曲「幸せじゃないから死ねない」のシングルバージョン
3. 福富朝日 ※
作詞:理姫、作曲:奥脇達也
4. 平成へゴー！
作詞:理姫、作曲:奥脇達也